# Anton Altrichter
Anton Helmuth Altrichter (* 4. Februar 1882 in Smilau, Österreich-Ungarn; †  30. Mai 1954 in Meitzendorf, Bezirk Magdeburg) war ein deutscher Hochschullehrer und Historiker.

## Leben
Nach dem Besuch der Volksschule in Schlappenz ging Anton Altrichter an das Gymnasium in Iglau. Ab 1902 studierte er Geschichte, Geographie und Germanistik an der Deutschen Karl-Ferdinands-Universität in Prag und wechselte 1903 an die Universität Wien, wo er 1906 zum Dr. phil. promovierte. Das Thema seiner Dissertation lautete Die Kolonisation der Iglauer Sprachinsel. 
Nach erfolgreichem Lehrerexamen wurde er 1907 Gymnasiallehrer in der Bukowina und ab 1909 in Iglau, wo er 1913 zum Stadtverordneten gewählt wurde. 1928 übernahm Anton Altrichter das Direktoriat des Realgymnasiums in Nikolsburg. Er wechselte 1933 als Direktor an das Deutsche Gymnasium nach Brünn und wurde 1937 zum Dozenten für Geschichte an der Deutschen Technischen Hochschule in Brünn ernannt. In Brünn erlebte er 1939 die Bildung des Protektorats Böhmen und Mähren. Er schloss sich den nun vorherrschenden nationalsozialistischen Ideen an, beantragte am 9. Juni 1939 die Aufnahme in die NSDAP und wurde rückwirkend zum 1. April desselben Jahres aufgenommen (Mitgliedsnummer 7.059.628). Er war außerdem Mitglied im NS-Lehrerbund, Bund Deutscher Osten, NSFK, NSRKB und der NSV. 1940 erfolgte seine Ernennung zum Landesschulrat und 1941 zum Regierungsrat. Als solcher war er bis 1945 Leiter der Hauptabteilung Erziehung und Unterricht beim Landespräsidium für Mähren in Brünn. Nach dem Ende des Zweiten Weltkrieges wurde er im Mai 1945 seines Amtes enthoben und musste ab Juli 1945 Zwangsarbeit in der Landwirtschaft verrichten. 1946 wurde er als nationalsozialistisch eingestellt gewesener Deutscher aus der Tschechoslowakei ausgewiesen. In Sachsen-Anhalt fand er eine neue Heimat.
Anton Altrichter hatte sich besonders einen Namen als Schulbuchautor und Iglauer Volkstumsforscher erworben, deshalb wurde er bei der Gründung 1954 als korrespondierendes Mitglied in die Historische Kommission der Sudetenländer aufgenommen. Zu einer aktiven Mitarbeit kam es aufgrund seines Todes nicht mehr.

## Werke (Auswahl)
- Aus dem Schatzberg. Sagen und Märchen aus der Iglauer Sprachinsel, hrsg. vom Deutschen Stadtbildungsausschusse in Iglau, Sudetendeutscher Verlag, Reichenberg 1931.
- Geschichtsatlas für die Deutschen Schulen in der čechoslovakischen Republik. Rohrer, Brünn 1937.
- Heimatbuch der Iglauer Volksinsel. Ein Stück deutscher Erde und seine Geschichte. Selbstverlag, Iglau 1940.
- Der Volkstumskampf in Mähren. (= Niederdonau, Ahnengau des Führers – Schriftenreihe für Heimat und Volk, Bd. 22). Sankt Pöltner Zeitungs-Verlagsgesellschaft, St. Pölten o. J. [1940].